# Heppner
Heppner är administrativ huvudort i Morrow County i Oregon. Orten har fått sitt namn efter affärsmannen Henry Heppner. Enligt 2010 års folkräkning hade Heppner 1 291 invånare.